# Amravati
Amravati o Amraoti (Marathi: अमरावती) és una ciutat de l'estat de Maharashtra a l'Índia. Es troba a la regió de Vidarbha i és la capital del districte d'Amravati i de la Divisió d'Amravati. La seva població actual és d'uns 550.000 habitants (cens del 2001) i era de 23.500 el 1881. La muralla de la ciutat vella fou construïda pel nizam el 1807 com a protecció pels comerciants contra els pindaris. El lloc de Khundri (Sagnant) recorda on van morir 700 persones en lluita el 1818. La ciutat inclou també els temples d'Amba o Bhawani, Shri Krishna i Shri Venkateshwara. El nom vol dir "Seu dels inmortals".

## Història
Fou capital de Berar (que forma la moderna regió de Vidharba al Maharashtra) el qual pertanyé a l'imperi Maurya d'Asoka. El 1804 el General Wellesley hi va acamapar després de conquerir Gawilgarh; llavors no tenia importància. El 1848 es van produir incident pel preu dels aliments i el ric comerciant Dhanraj Sahu fou assassinat per acumular arròs. El 1853 Berar fou cedit als britànics i dividit en dos districtes Berar del Sud (Balagarh) i Berar del Nord (Amraoti), després Berar de l'Oest i Berar de l'Est. La municipalitat fou creada el 1867.
El 1956 amb la reorganització dels estats segons criteris de llengua, Amravati va passar de Madhya Pradesh a l'estat de Bombai. Aquest estat fou convertit en Maharashtra el 1960 del que va formar un districte.